# 維索克 (克吉奇夫卡區)
49°22′6″N 35°46′20″E / 49.36833°N 35.77222°E
維索克（烏克蘭語：Високе），是烏克蘭東部的村莊，隸屬哈爾科夫州的別列斯京區。該村始建於1876年，面積1.68平方公里，海拔高度179米，2001年人口374，人口密度每平方公里222.6人。